# Paradrina
Sous-genre
Le sous-genre Paradrina regroupe des lépidoptères (papillons) de la famille des Noctuidae, de la sous-famille des Noctuinae et du genre Caradrina (voir Wikispecies ci-dessous).  Il était autrefois  considéré comme un genre.

## Espèces rencontrées en Europe
- Paradrina atriluna (Guénée, 1852)
- Paradrina casearia (Staudinger, 1900)
- Paradrina clavipalpis (Scopoli, 1763) - Noctuelle des jachères ou Noctuelle cubiculaire
  - Paradrina clavipalpis clavipalpis (Scopoli, 1763)
  - Paradrina clavipalpis pinkeri Kobes, 1975
- Paradrina flava (Oberthür, 1876)
- Paradrina flavirena (Guénée, 1852)
- Paradrina fuscicornis (Rambur, 1832)
- Paradrina jacobsi (Rothschild, 1914)
- Paradrina lanzarotensis (Pinker, 1962)
- Paradrina minimus Fibiger, Svendsen & Nilsson, 1999
- Paradrina muricolor (Boursin, 1933)
- Paradrina noctivaga (Bellier, 1863)
- Paradrina poecila (Boursin, 1939)
- Paradrina rebeli (Staudinger, 1901)
- Paradrina selini (Boisduval, 1840)
- Paradrina suscianja Mentzer, 1981
- Paradrina wullschlegeli (Püngeler, 1903)
  - Paradrina wullschlegeli callei (Yela, 1987)
  - Paradrina wullschlegeli hispanica (Mabille, 1906)
  - Paradrina wullschlegeli wullschlegeli (Püngeler, 1903)